# Schijeli
Schijeli (kasachisch Шиелі, russisch Шиели; bis 1995 Tschiili/Чиили) ist ein Ort im Gebiet Qysylorda im Süden Kasachstans.

## Geografie
Schijeli befindet sich im Südwesten Kasachstans im Gebiet Qysylorda. Der Ort liegt gut 120 Kilometer südlich von Qysylorda und 150 Kilometer nördlich der Stadt Türkistan am rechten Ufer des Syrdarja. Die Umgebung von Schijeli ist stark von landwirtschaftlichen Anbauflächen geprägt, die durch zahlreiche Kanäle mit Wasser aus dem Syrdarja versorgt werden. Die weite Umgebung ist durch eine Wüstenlandschaft geprägt.

## Geschichte
Schijeli wurde Ende des 19. Jahrhunderts gegründet. Es war zuerst nach einem General der Kaiserlich Russischen Armee benannt. Am 19. Mai 1919 wurde das Dorf in Tschiili umbenannt. Die Bevölkerung war vor allem mit der Ernte von Saxaul, ein Strauch der Steppen und Wüsten Zentralasiens, beschäftigt. Dieser wurde weiter nach Zentralasien und Russland transportiert. Im Herbst 1941 wurden Russlanddeutsche Familien hierher deportiert.

## Bevölkerung
Die Volkszählung 1999 ergab für den Ort eine Bevölkerung von 28.621 Menschen. Bei der Volkszählung im Jahr 2009 hatte Schijeli 29.632 Einwohner. Bei der letzten Volkszählung 2021 lebten 35.972 Menschen in Schijeli. Zum 1. Januar 2025 ergab die Fortschreibung der Bevölkerungszahlen eine Einwohnerzahl von 37.430 Menschen.
| Einwohnerentwicklung               | Einwohnerentwicklung | Einwohnerentwicklung | Einwohnerentwicklung | Einwohnerentwicklung | Einwohnerentwicklung | Einwohnerentwicklung | Einwohnerentwicklung |
| 1939                               | 1959                 | 1970                 | 1979                 | 1989                 | 1999                 | 2009                 | 2021                 |
| ---------------------------------- | -------------------- | -------------------- | -------------------- | -------------------- | -------------------- | -------------------- | -------------------- |
| 7.735                              | 13.963               | 22.169               | 25.722               | 28.484               | 28.621               | 29.632               | 35.972               |
| Anmerkung: Volkszählungsergebnisse |                      |                      |                      |                      |                      |                      |                      |

## Wirtschaft und Verkehr
Nordöstlich des Ortes verläuft die Schnellstraße M32, die in nördlicher Richtung weiter nach Aqtöbe und Oral zur russischen Grenze führt und weiter in Richtung Süden nach Türkistan und Schymkent verläuft. Die Straße ist zugleich die E38 im Europastraßen-Netzwerk.
Der Bahnhof von Schijeli liegt an der Trans-Aral-Eisenbahn.
In der Region wird Uran abgebaut. Rund 30 Kilometer nordöstlich liegt die Lagerstätte Irqol. Die dort befindliche Anlage ging 2009 in Betrieb und wird von Kazatomprom betrieben. Hier wird mit der In-situ-Methode Uran gewonnen, die Anlage hat eine Förderkapazität von etwa 750 Tonnen im Jahr. Im Dezember 2018 wurde in Schijeli ein Zementwerk eröffnet.